# Maraton Cup 12 2024; Club-assistent Brabantcup 3
De Marathonschaatsen 2023/2024 Maraton Cup 12 2024; Club-assistent Brabantcup 3 was de zestiende wedstrijd van het Marathonseizoen die op zaterdag 20 januari 2024 plaatsvond op IJssportcentrum Eindhoven. 
Net als vorig seizoen won Harm Visser in Eindhoven de top-divisie mannen wedstrijd. De oranjepakdrager was na 125 ronden de snelste van een kleine eerste groep die in de massasprint losgekomen was van het peloton. Tjerk de Boer leek zijn sprint van vorige week te willen herhalen en ging opnieuw vroeg aan. Alleen Visser kwam nog voorbij De Boer die genoegen moest nemen met de tweede plaats. Evert Hoolwerf finishte als derde en zette de eindzege in de Club-assistent Brabant Cup veilig. Bij de top-divisie vrouwen won Esther Kiel. Kiel, die anders dan de rest van het peloton komende week niet afreist naar de Weissensee maar naar Noord-Amerika voor de wereldbeker, won na 80 ronden de pelotonsprint. Tessa Snoek snelde naar de tweede plaats, Lianne van Loon eindigde als derde. Elsemieke van Maaren nam na een zevende plaats het oranje leiderspak over van de afwezige Irene Schouten. 
Bij de beloften mannen won Jorian ten Care de wedstrijd. In een wedstrijd waar klassementsleider Wisse Slendebroek voor de tweede week op rij vanwege ziekte ontbrak draaide het uit op een massasprint. Ten Care pakte hierin voor de derde keer dit seizoen de dagzege. Colin James Duivenvoorden die vorige week won moest nu genoegen nemen met de tweede plaats. Chris Berkhout klopte zijn broer Daan Berkhout voor de derde plaats. Ondanks zijn afwezigheid blijft Slendebroek leider. Maaike Koelewijn won de wedstrijd voor de beloften vrouwen, door het snelste te zijn in de massasprint. Jet Fransen die op de meet door Koelewijn geklopt werd nam het oranje leiderspak over Anna Marit Sybrandi die niet verder kwam dan de vijfde plaats. Mayke Vriesinga maakte het podium compleet met de derde plaats.

## Tijdschema
| um                       | Tijd (CET) | Onderdeel           |
| ------------------------ | ---------- | ------------------- |
| Zaterdag 20 januari 2024 | 18:00      | Beloften vrouwen    |
| Zaterdag 20 januari 2024 | 19:00      | Top-divisie mannen  |
| Zaterdag 20 januari 2024 | 20:15      | Top-divisie vrouwen |
| Zaterdag 20 januari 2024 | 21:45      | Beloften mannen     |

## Podia
| Klasse             | Eerste           | Tweede              | Derde           |
| ------------------ | ---------------- | ------------------- | --------------- |
| Topdivisie mannen  | Harm Visser      | Tjerk de Boer       | Evert Hoolwerf  |
| Topdivisie vrouwen | Esther Kiel      | Tessa Snoek         | Lianne van Loon |
| Beloften mannen    | Jorian ten Cate  | Colin Duivenvoorden | Chris Berkhout  |
| Beloftenn vrouwen  | Maaike Koelewijn | Jet Fransen         | Mayke Vriesinga |

## Uitslag Top-divisie mannen[2]
| #      | Rijder               | Nationaliteit | Ploeg                           | Ronde | Punten |
| ------ | -------------------- | ------------- | ------------------------------- | ----- | ------ |
| Goud   | Harm Visser          | Nederland     | Jumbo-Visma                     | 125   | 25,1   |
| Zilver | Tjerk de Boer        | Nederland     | Royal A-ware                    | 125   | 21     |
| Brons  | Christiaan Haasjes   | Nederland     | Sprog                           | 125   | 18     |
| 4      | Luc ter Haar         | Nederland     | Bouwselect / De Haan Westerhoff | 125   | 17     |
| 5      | Sjoerd den Hertog    | Nederland     | Royal A-ware                    | 125   | 16     |
| 6      | Ronald Kruijer       | Nederland     | Bouwselect / De Haan Westerhoff | 125   | 15     |
| 7      | Gary Hekman          | Nederland     | Team Reggeborgh                 | 125   | 14     |
| 8      | Daan Gelling         | Nederland     | Royal A-ware                    | 125   | 13     |
| 9      | Niels Overvoorde     | Nederland     | Sportchaletviehhofen.at         | 125   | 12     |
| 10     | Ruben Ligtenberg     | Nederland     | OKAY/Interfarms                 | 125   | 11     |
| 11     | Christiaan Haasjes   | Nederland     | Sprog                           | 125   | 10     |
| 12     | Christoffel Hendriks | Nederland     | Port of Amsterdam / SKITS       | 125   | 9      |
| 13     | Jan Hamers           | Nederland     | Sprog                           | 125   | 8      |
| 14     | Niels Immerzeel      | Nederland     | VGR Sport / Mechan Groep        | 125   | 7      |
| 15     | Timo Verkaaik        | Nederland     | Sportchaletviehhofen.at         | 125   | 6      |
| 16     | Tom den Heijer       | Nederland     | Sportchaletviehhofen.at         | 125   | 5      |
| 17     | Luuk Loohuis         | Nederland     | Sportchaletviehhofen.at         | 125   | 4      |
| 18     | Bart Mol             | Nederland     | A6.nl / KMC                     | 125   | 3      |
| 19     | Axel Koopman         | Nederland     | VGR Sport / Mechan Groep        | 125   | 2      |
| 20     | Marco van der Tuin   | Nederland     | A6.nl / KMC                     | 125   | 1      |

125 ronden
1:04:48uur (gem. 31,1sec) 46,3km/h

## Uitslag Top-divisie vrouwen[3]
| #      | Rijder                 | Nationaliteit | Ploeg                               | Ronde | Punten |
| ------ | ---------------------- | ------------- | ----------------------------------- | ----- | ------ |
| Goud   | Esther Kiel            | Nederland     | BDM-BTZ                             | 80    | 25,1   |
| Zilver | Tessa Snoek            | Nederland     | VGR Sport / Vreugdenhil Dairy Foods | 80    | 21     |
| Brons  | Lianne van Loon        | Nederland     | KNSB Inline Selectie                | 80    | 18     |
| 4      | Patricia Koot          | Nederland     | KNSB Inline Selectie                | 80    | 17     |
| 5      | Maaike Verweij         | Nederland     | Team Albert Heijn Zaanlander        | 80    | 16     |
| 6      | Veerle van Koppen      | Nederland     | Gewest Fryslan / Victron Energy     | 80    | 15     |
| 7      | Elsemieke van Maaren   | Nederland     | BDM-BTZ                             | 80    | 14     |
| 8      | Sofia Schilder         | Nederland     | Van Ramshorst Renault               | 80    | 13     |
| 9      | Loesanne van der Geest | Nederland     | PGM Bakker                          | 80    | 13     |
| 10     | Hilde Noppert          | Nederland     | Bouwbedrijf de Vries                | 80    | 11     |
| 11     | Beau Wagemaker         | Nederland     | PGM Bakker                          | 80    | 10     |
| 12     | Pien van den Bos       | Nederland     | Wokke Vastgoed                      | 80    | 9      |
| 13     | Dieuwertje van Kalken  | Nederland     | Turner                              | 80    | 8      |
| 14     | Arianna Pruisscher     | Nederland     | Team Albert Heijn Zaanlander        | 80    | 7      |
| 15     | Yvonne Nauta           | Nederland     | A6.nl / KMC                         | 80    | 6      |
| 16     | Janne Berkhout         | Nederland     | Van Ramshorst Renault               | 80    | 5      |
| 17     | Evelien Vijn           | Nederland     |                                     | 80    | 4      |
| 18     | Iris van der Stelt     | Nederland     | PEER racefietsen Wijk en Aalburg    | 80    | 3      |
| 19     | Eline Jansen           | Nederland     | Van Ramshorst Renault               | 80    | 2      |
| 20     | Merel Conijn           | Nederland     |                                     | 80    | 1      |

80 ronden
0:44:43uur (gem. 33,5sec) 42,9km/h

## Uitslag beloften mannen[4]
| Rijder | Nationaliteit       | Ploeg     | Ploeg                           | Ronde | Punten |
| ------ | ------------------- | --------- | ------------------------------- | ----- | ------ |
| Goud   | Jorian ten Cate     | Nederland | OKAY/Interfarms                 | 100   | 25,1   |
| Zilver | Colin Duivenvoorden | Nederland | Douma Staal                     | 100   | 21     |
| Brons  | Chris Berkhout      | Nederland | Van Ramshorst Renault           | 100   | 18     |
| 4      | Daan Berkhout       | Nederland | Van Ramshorst Renault           | 100   | 17     |
| 5      | Rick Meijer         | Nederland | Van Ramshorst Renault           | 100   | 16     |
| 6      | Luke Kooij          | Nederland | Ormer ICT                       | 100   | 15     |
| 7      | Arn Botman          | Nederland | Wokke Vastgoed                  | 100   | 14     |
| 8      | Mitchel Zijp        | Nederland | Forte Sportswear                | 100   | 13     |
| 9      | Matthé Pronk        | Nederland | SKITS                           | 100   | 12     |
| 10     | Chris de Velde      | Nederland | Gewest Fryslan / Victron Energy | 100   | 11     |
| 11     | Rick de Ruijgt      | Nederland | Arktika                         | 100   | 10     |
| 12     | Tom Mulder          |           |                                 | 100   | 9      |
| 13     | Simon de Smit       | Nederland | Vector                          | 100   | 8      |
| 14     | Ruud van Egmond     | Nederland | Wokke Vastgoed                  | 100   | 7      |
| 15     | Jesse Vollaard      | Nederland | Vector                          | 100   | 6      |
| 16     | Sjoerd Kleinhuis    | Nederland | Douma Staal                     | 100   | 5      |
| 17     | Björn Bakker        | Nederland | OKAY/Interfarms                 | 100   | 4      |
| 18     | Brian Smit          | Nederland | Forte Sportswear                | 100   | 3      |
| 19     | Mats ten Cate       | Nederland | Speelman / Kuil                 | 100   | 2      |
| 20     | Twan Berlijn        | Nederland | Traumeel Gel                    | 100   | 1      |

100 ronden
0:54:38uur (gem. 32,8sec) 43,9km/h

## Uitslag beloften vrouwen[5]
| #      | Rijder                | Nationaliteit | Ploeg                               | Ronde | Punten |
| ------ | --------------------- | ------------- | ----------------------------------- | ----- | ------ |
| Goud   | Maaike Koelewijn      | Nederland     | Fortune Coffee                      | 60    | 25,1   |
| Zilver | Jet Fransen           | Nederland     | Wokke Vastgoed                      | 60    | 21     |
| Brons  | Mayke Vriesinga       | Nederland     |                                     | 60    | 18     |
| 4      | Iris Tiben            | Nederland     | Wokke Vastgoed                      | 60    | 17     |
| 5      | Anna Marit Sybrandi   | Nederland     | Boltrics                            | 60    | 16     |
| 6      | Thirza Koers          | Nederland     | Speelman / Exclusief Vastgoedbeheer | 60    | 15     |
| 7      | Eline Cox             | Nederland     |                                     | 60    | 14     |
| 8      | Liset Speelman        | Nederland     | Speelman / Exclusief Vastgoedbeheer | 60    | 13     |
| 9      | Rienke Boonstra       | Nederland     | Leontienhuis                        | 60    | 12     |
| 10     | Floor Besteman        | Nederland     | Vector                              | 60    | 11     |
| 11     | Tijn Borst            | Nederland     | Gewest Fryslan / Victron Energy     | 60    | 10     |
| 12     | Manon Gremmen         | Nederland     | Husqvarna / Praktijk Centrum Bomen  | 60    | 9      |
| 13     | Hilde-Marije Dijkstra | Nederland     | The B team                          | 60    | 8      |
| 14     | Esmée Brommer         | Nederland     | PGM Bakker                          | 60    | 7      |
| 15     | Jitte Schuitemaker    | Nederland     | SKITS                               | 60    | 6      |
| 16     | Susanne Prins         | Nederland     | Van Ramshorst Renault               | 60    | 5      |
| 17     | Muriël Meijer         | Nederland     | Haak                                | 60    | 4      |
| 18     | Iza Stekelenburg      | Nederland     | Vector                              | 60    | 3      |
| 19     | Sterre Kuijs          | Nederland     | Haak                                | 60    | 2      |
| 20     | Lianne van Gammeren   | Nederland     | PEER racefietsen Wijk en Aalburg    | 60    | 1      |

60 ronden
0:35:49uur (gem. 35,8sec) 40,2km/h

### Snelste wedstrijdgemiddelde
| Klasse              | Snelste gemiddelde       | Tijd     | Ronden | Schaatsster      | Nationaliteit | Ploeg           |
| ------------------- | ------------------------ | -------- | ------ | ---------------- | ------------- | --------------- |
| Top-divisie Mannen  | 46,3 km/h (gem. 31,1sec) | 01:04:48 | 125    | Harm Visser      | Nederland     | Jumbo-Visma     |
| Top-divisie Vrouwen | 42,9 km/h (gem. 33,5sec) | 00:44:43 | 80     | Esther Kiel      | Nederland     | BDM-BTZ         |
| Beloften Mannen     | 43,9 km/h (gem. 32,8sec) | 00:54:38 | 100    | Jorian ten Cate  | Nederland     | OKAY/Interfarms |
| Beloften Vrouwen    | 40,2 km/h (gem. 35,8sec) | 00:35:49 | 60     | Maaike Koelewijn | Nederland     | Fortune Coffee  |

Marathon Cup 1 · 
Marathon Cup 2 · 
Marathon Cup 3 ·
Marathon Cup 4 · 
Marathon Cup 5 · 
Marathon Cup 6 · 
Marathon Cup 7 · 
Marathon Cup 8 · 
Staatsloterij Schaatsmarathon · 
Marathon Cup 9 · 
NK kunstijs · 
Marathon Cup 10 · 
Eerste schaatsmarathon op natuurijs · 
Tweede schaatsmarathon op natuurijs · 
Marathon Cup 11 · 
Marathon Cup 12 · 
Grand Prix 1 · 
Open NK natuurijs · 
Grand Prix 2 · 
Grand Prix 3 ·
Marathon Cup 13 ·
Marathon Cup 14 · 
Grand Prix 4 · 
Grand Prix 5 · 
Grand Prix 6 ·  
Marathon Cup 15
Klassementen: KNSB Cup ·
Jongeren · 
Ploegen ·
Grand Prix ·
Club-assistent Brabantcup ·
Natuurijs vierdaagse
Lijst van schaatsmarathonrijders 2023/2024